# My Favorite Faded Fantasy
 (janvier 2022).
Si vous disposez d'ouvrages ou d'articles de référence ou si vous connaissez des sites web de qualité traitant du thème abordé ici, merci de compléter l'article en donnant les références utiles à sa vérifiabilité et en les liant à la section « Notes et références ».

My Favourite Faded Fantasy est le plus récent album du chanteur irlandais Damien Rice. Paru le 11 octobre 2014, cet album a été réalisé par Warner Bros. Records.

## Liste des titres
Toutes les chansons sont écrites et composées par Damien Rice.
| No | Titre                        | Durée |
| -- | ---------------------------- | ----- |
| 1. | My Favourite Faded Fantasy   | 6:12  |
| 2. | It Takes a Lot to Know a Man | 9:33  |
| 3. | The Greatest Bastard         | 5:04  |
| 4. | I Don't Want to Change You   | 5:26  |
| 5. | Colour Me In                 | 5:18  |
| 6. | The Box                      | 4:27  |
| 7. | Trusty and True              | 8:09  |
| 8. | Long Long Way                | 6:21  |